# Rachel Goswell
Rachel Goswell (Fareham, 16 maggio 1971) è una cantautrice inglese, nota per essere una componente degli Slowdive fin dagli esordi del gruppo a fine anni '80, oltre che per aver fatto parte dei Mojave 3.

## Biografia
Cresciuta a Reading, fonda nel 1989 con il suo amico d'infanzia Neil Halstead gli Slowdive, tra i principali esponenti del genere shoegaze.
Dopo lo scioglimento del gruppo forma sempre con Halstead e con Simon Rowe (ex Chapterhouse) i Mojave 3, gruppo con influenze folk rock.
Nel 2004 affianca all'attività col gruppo una propria carriera solista, che la porta a pubblicare, nello stesso anno, dapprima l'EP The Sleep Shelter e in seguito l'album Waves Are Universal, dove sono molto forti le influenze del folk britannico.
Nel 2015, insieme ai chitarristi Stuart Braithwaite (Mogwai),  Justin Lockey (Editors) e al film-maker James Lockey, fonda i Minor Victories, pubblicando un omonimo album presso l'etichetta Fat Possum Records.

## Discografia
- 2004 - The Sleep Shelter (EP, 4AD)
- 2004 - Waves Are Universal (Album, 4AD)
- 2016 - Minor Victories, Fat Possum Records
- 2019 - The Soft Cavalry, Bella Union Records